# Lola Albright
Lois Jean Albright (Akron, Ohio; 20 de julio de 1925-Toluca Lake, California; 23 de marzo de 2017), conocida como Lola Albright, fue una actriz y cantante estadounidense, más conocida por interpretar a la sensual cantante Edie Hart, novia del detective privado Peter Gunn, en las tres temporadas de la serie de televisión Peter Gunn.

## Biografía
Albright nació en Akron (Ohio), hija de Marion Harvey y John Paul Albright, ambos cantantes de música gospel. La madre de Lola también había nacido en Ohio, pero su padre era natural de Dakota del Norte y en 1930 mantenía a la familia trabajando como inspector en una empresa local de aislamientos.
Albright asistió a la King Grammar School y se graduó en la West High School de Akron en 1942. Cantó en público desde muy joven y estudió piano durante 20 años. A los 15 años, después de la escuela, trabajó como recepcionista en la emisora de radio WAKR de Akron. A los 18 años dejó WAKR y se trasladó a Cleveland, donde trabajó como taquígrafa en la radio WTAM. Su primera actuación en la radio fue en la WJW de Cleveland. Tras trasladarse a Chicago, trabajó como modelo para un fotógrafo y fue descubierta por un cazatalentos, lo que la llevó a trasladarse a Hollywood a los 23 años.

## Trayectoria

### Cine y Televisión
Comenzó su carrera de actriz con un pequeño papel en la película de 1947 The Unfinished Dance, siguió después con un papel importante en la aclamada Champion (1949).
En sus primeros diez años de carrera artística, apareció en papeles secundarios en más de veinte películas, entre ellas varios westerns. Albright también actuó en papeles de invitada en varias series de televisión.
En 1958, representó el papel de Edie Hart en la serie de televisión Peter Gunn, una serie policíaca de televisión producida por Blake Edwards y dirigida por Robert Altman, con el tema musical que hizo el famoso Henry Mancini.
En 1959 fue aspirante a un premio Emmy a la mejor actriz de reparto (en una serie dramática). 
La popularidad de Albright la llevó a desempeñar varios papeles importantes en el cine, incluyendo una película con Elvis Presley (1962), Kid Galahad (1964), una película francesa Les félins dirigida por el director René Clément, y la épica película The Way West. 
En 1964, apareció como Duff Daniels en el episodio Sticks and Stones Can Break My Bones y con su exmarido de coprotagonista, Craig Stevens, en su corta vida en la CBS, el drama Mr. Broadway.
En 1965, apareció en el episodio de Bonanza La búsqueda (como Ann).
En 1966, ganó el Oso de Plata a la Mejor Actriz de premios en el 16.º Festival Internacional de Cine de Berlín por su papel en Lord Love a Duck.
En 1968, Albright apareció en The Impossible Years, con David Niven y Christina Ferrara, y Where Were You When the Lights Went Out?, con Doris Day. 
Albright sustituyó temporalmente a Dorothy Malone como Constance Mackenzie, en la exitosa telenovela Peyton Place.
Albright se retira de su carrera en la década de 1980.

### Música
Columbia Records contrató a Albright como vocalista, lo que llevó al lanzamiento de su álbum Lola Wants You en 1957. El posterior papel de Albright en Peter Gunn y sus actuaciones cantando en esa serie llevaron directamente a su segundo álbum, Dreamsville (1959), que contó con los arreglos de Henry Mancini y su orquesta. Albright es una de las pocas cantantes de bandas sonoras no cinematográficas para las que Mancini hizo arreglos.

## Vida privada
Albright se casó tres veces. Se divorció de su primer marido, Warren Dean en 1944. Su segundo marido fue el actor Jack Carson desde 1951 hasta 1958 (este matrimonio terminó en divorcio). Su tercer y último matrimonio fue con Bill Chadney, con quien se casó el 20 de mayo de 1961, en el Tropicana de Las Vegas (este matrimonio también terminó en divorcio en 1975). No tuvo hijos.
Albright se casó y divorció tres veces. Su primer matrimonio, con el locutor de radio de Cleveland Warren K. Deem, se produjo en 1944. Se divorciaron en 1949. De 1951 a 1958, su segundo marido fue el actor Jack Carson, que había sido su coprotagonista en El hombre de buen humor (1950). (Otra fuente dice que se casaron el 1 de agosto de 1952 y se divorciaron el 10 de noviembre de 1958).

Tras su retirada de la actuación, Albright pasó los años que le quedaban viviendo en Toluca Lake, Los Ángeles. En 2014, se cayó y se fracturó la columna vertebral, una lesión que contribuyó a un deterioro general de su salud durante los tres años siguientes. Albright falleció el 23 de marzo de 2017 a los 92 años, en su casa.

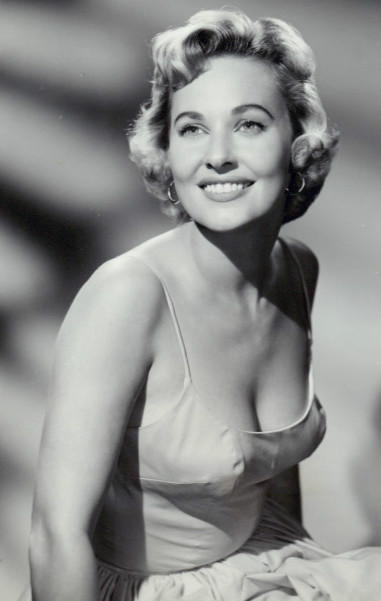
Lola Albright en 1959.

## Filmografía
- The Unfinished Dance (1947)
- El pirata (1948)
- Easter Parade (1948)
- Julia Misbehaves (1948)
- Champion (1949)
- Tulsa (1949)
- The Girl from Jones Beach (1949)
- Bodyhold (1949)
- The Good Humor Man (1950)
- Beauty on Parade (1950)
- When You're Smiling (1950)
- He's a Cockeyed Wonder (1950)
- The Killer That Stalked New York (1950)
- Sierra Passage (1950)
- Arctic Flight (1952)
- The Silver Whip (1953)
- Treasure of Ruby Hills (1955)
- The Magnificent Matador (1955)
- The Tender Trap (1955)
- Pawnee (1957)
- Oregon Passage (1957)
- The Monolith Monsters (1957)
- Seven Guns to Mesa (1958)
- A Cold Wind in August (1961)
- Joy House (1964)
- Bonanza (The Search) S06 E21
- Lord Love a Duck (1966)
- Bonanza (A Bride For Buford) S08 E18
- The Way West (1967)
- The Money Jungle (1967)
- Where Were You When the Lights Went Out? (1968)
- The Impossible Years (1968)

### Temas cortos
- The Soundman (1950)
- Screen Snapshots: Hollywood Cowboy Stars (1955)
- Filmmaking on the Riviera (1964)

## Premios y reconocimientos
En 1959, Albright fue nominada al premio Emmy a la mejor actriz de reparto (personaje continuo) en una serie dramática por su trabajo en Peter Gunn. En 1966, ganó el Oso de Plata a la mejor actriz en el 16º Festival Internacional de Cine de Berlín por su papel en Lord Love a Duck.
Festival Internacional de Cine de Berlín
| Año  | Categoría                      | Película         | Resultado |
| ---- | ------------------------------ | ---------------- | --------- |
| 1966 | Oso de Plata a la mejor actriz | Lord Love a Duck | Ganadora  |